# Sandkopf (Neuhütten)
Der Sandkopf im Schwarzwälder Hochwald (Hunsrück) ist mit 757,4 m ü. NHN der höchste Berg im Landkreis Trier-Saarburg, Rheinland-Pfalz.
Er liegt zwischen den Orten Züsch, Damflos, Malborn-Thiergarten, Börfink und Neuhütten beim Ortsteil Muhl auf der Gemarkung von Neuhütten.
Auf dem vorbeiführenden asphaltierten Wirtschaftsweg verläuft der Europäische Fernwanderweg E3, der vom Schwarzen Meer bis zur Iberischen Halbinsel reicht.
Die Pfaffenstraße (Historische Überlandverbindung) führte über den Sandkopf.
Das Jagdhaus Fuchsbau auf dem Sandkopf ist ein eingeschossiger Fachwerkbau von 1899 und ein Kulturdenkmal.

## US-Richtfunkstellung Muhl-Züsch
Auf dem Sandkopf befand sich während der Zeit des Kalten Krieges und nach der Deutschen Wiedervereinigung die Richtfunkstellung „Radio Relay Site Muhl-Züsch“ der Ramstein Air Base mit einem ca. 80 Meter hohen Betonturm und weiteren Gebäuden. Die Stellung wurde im Jahre 2007 an die Bundesanstalt für Immobilienaufgaben als Eigentümer übertragen.
2012 wurde die Einrichtung verkauft und alle Gebäude bis auf den Turm und die Umfriedung (eine hohe Betonmauer) beseitigt. Der Fernmeldeturm ist bei der Bundesnetzagentur registriert.

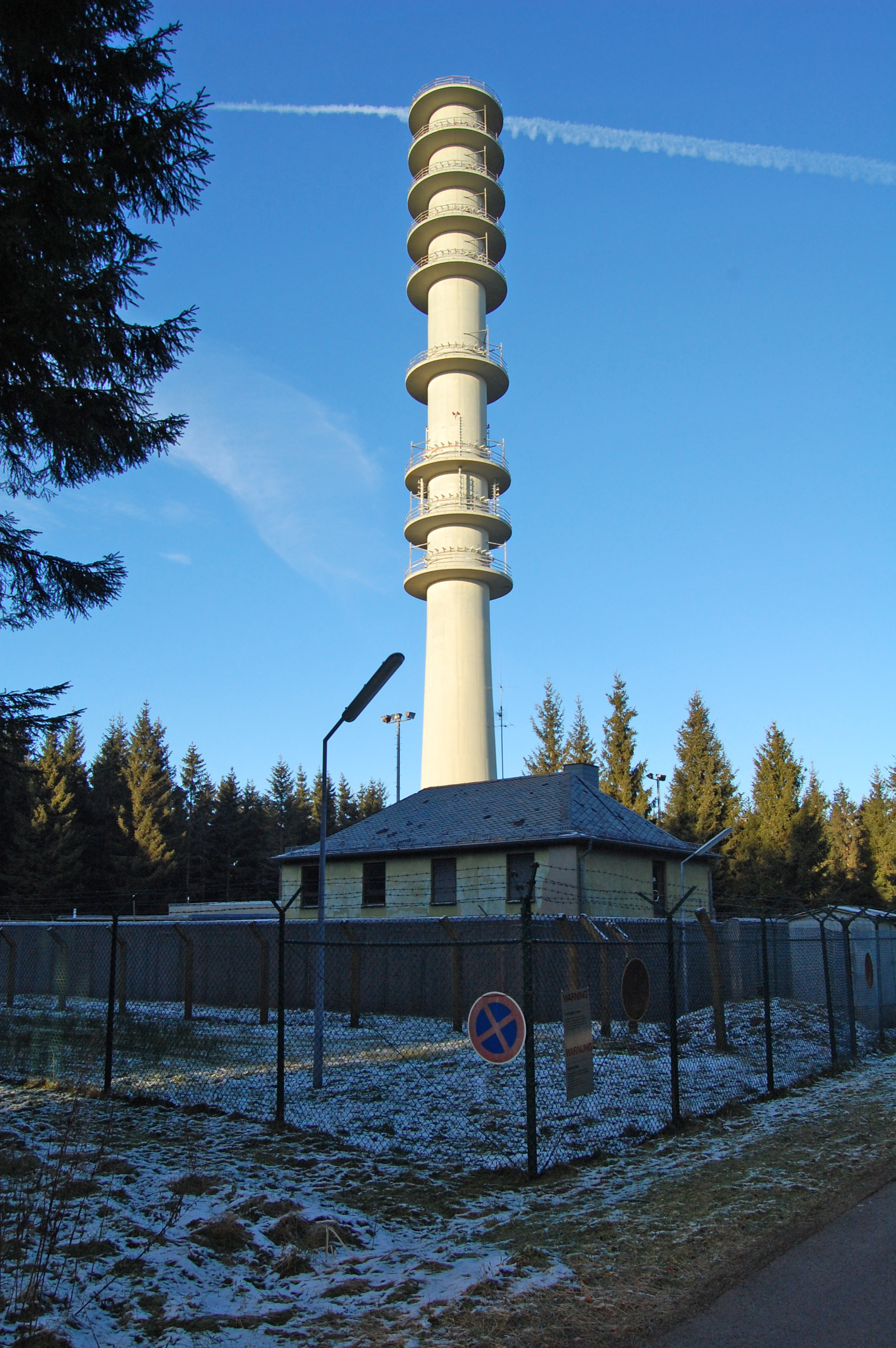
Radio Relay Site Muhl-Züsch (2007)
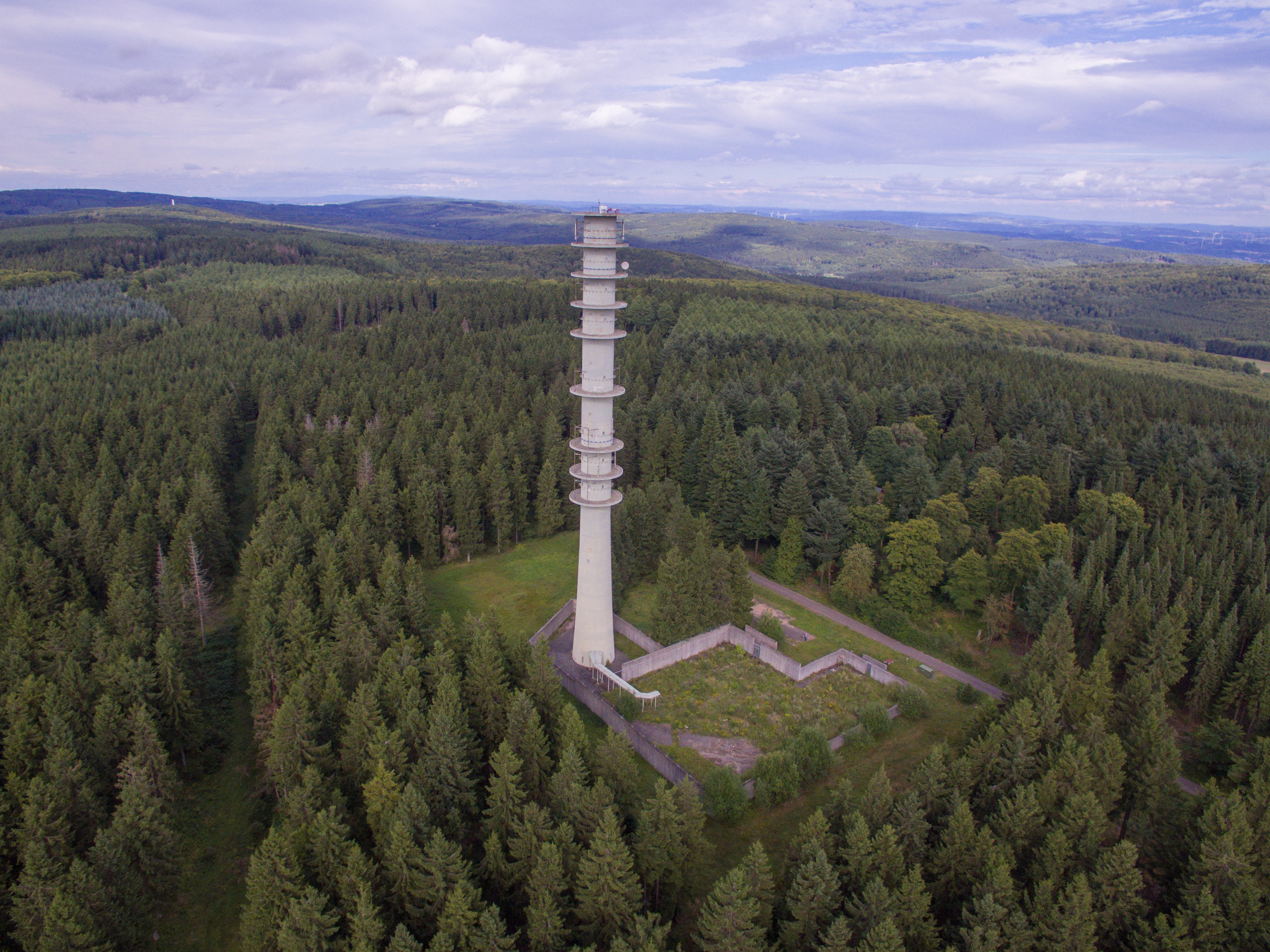
Ehemalige Relay Site (2016)